# Cephalomyrmex rotundatus
Cephalomyrmex rotundatus är en myrart som beskrevs av Carpenter 1930. Cephalomyrmex rotundatus ingår i släktet Cephalomyrmex och familjen myror. Inga underarter finns listade.